# Forever Yours (canção de Avicii)
Forever Yours (oficialmente: Forever Yours (Tim's 2016 Ibiza Version)) é um single póstumo do DJ e produtor sueco Avicii, com vocais do cantor sueco Sandro Cavazza. A faixa foi lançada em 14 de fevereiro de 2025 pelas gravadoras Pinguettes Recordings e Universal Music. Uma outra versão de Forever Yours já havia sido lançada em 2020, com produção final do DJ norueguês Kygo.
Esta versão foi originalmente produzida por Avicii em 2016 e tocada durante seus últimos shows ao vivo naquele ano. Após o lançamento dos documentários Avicii: Meu Nome é Tim e Avicii - My Last Show, cresceu a demanda para que o single fosse disponibilizado oficialmente. Junto com a música, um vídeo dos bastidores foi publicado no canal oficial de Avicii no YouTube.
A canção contém um sample de Shape of My Heart, de Sting, que também é creditado como compositor.

## História
Forever Yours foi apresentado a Avicii pela primeira vez em 2016 como uma demo enviada por Sandro Cavazza e Wessel. Avicii adorou a ideia e começou a trabalhar na música. Durante sua turnê Crowning of Prince Liam, ele trabalhou na faixa em Monument Valley antes de apresentar a primeira versão no Ultra Music Festival.
Ao longo de sua turnê em 2016, Avicii produziu uma nova versão, que foi tocada principalmente em suas residências em Ibiza. No entanto, a faixa permaneceu inédita por quase nove anos, até ser apresentada no documentário da Netflix Avicii - My Last Show.
Após o lançamento do documentário Avicii: Meu Nome é Tim, Avicii voltou a figurar nas paradas musicais, e a demanda por novos lançamentos cresceu. Como resposta, a Pophouse Entertainment e a família de Tim Bergling decidiram lançar oficialmente essa versão da música.

## Desempenho nas paradas
| Parada       | Melhor Posição | Ref   |
| ------------ | -------------- | ----- |
| (UK Singles) | 99             | [ 6 ] |